# Coordination (grammaire)
Pour les articles homonymes, voir Coordination.
En syntaxe, la coordination est un rapport logique, l’un de ceux qui peuvent exister dans une phrase simple et dans une phrase complexe. Les entités coordonnées ont le même rang syntaxique. Dans une phrase simple, ce sont des mots ou des syntagmes qui forment ensemble un constituant multiple. Dans une phrase complexe, ce sont des sous-phrases, des propositions subordonnées à un même régissant ou, plus rarement, un mot ou un syntagme et une proposition, les deux subordonnés à un même régissant. La coordination s’oppose à la subordination, qui peut exister entre constituants de phrase simple de rangs différents et, en phrase complexe, entre propositions de rangs différents. À la différence de la subordination, où le subordonné est parfois indispensable pour que le syntagme ou la phrase soient corrects, l’entité coordonnée n’est jamais obligatoire. De plus, contrairement à la subordination, il peut y avoir coordination entre phrases voisines aussi,,,,,.
Le terme « coordination » apparaît en formation des mots également, lorsqu’il s’agit de la composition, la formation de certains mots composés étant fondée sur ce rapport initial entre leurs composants,.
En phrase simple ou proposition, selon certains linguistes, entre le prédicat et le sujet il y a un troisième type de rapport, de prédication.

## Procédés de la coordination
L’un des procédés de la coordination est la juxtaposition (appelée aussi parataxe), la coordination ainsi réalisée étant qualifiée de paratactique ou asyndétique. Ce type de coordination se caractérise par l’absence de mot-outil de liaison. Exemples :
- entre mots formant un constituant multiple : (fr) une nuit claire, étoilée, mystérieuse[2] ; (ro) Noaptea-i albă, luminoasă « La nuit est blanche, lumineuse » (Vasile Alecsandri)[6] ;
- entre sous-phrases ou propositions subordonnées : (fr) Il court, saute dans tous les sens[2] ; (ro) ...ei vroiau în felul acesta să scape de ea, s-o alunge de acolo « …ils voulaient, de cette façon, se débarrasser d’elle, la chasser de là-bas » (Marin Preda)[6] ;
- entre phrases : (hu) Péter bejött a szobába. Leült, és olvasni kezdte az újságot « Péter entra dans la pièce. Il s’assit et se mit à lire son journal »[11] ;
- entre éléments de mot composé : (fr) sourd-muet[12], (hu) adásvétel (littéralement « achat-vente »)[9].

La coordination peut également être réalisée par jonction (coordination jonctionnelle, appelée aussi syndétique), à l’aide d’un mot-outil, d’habitude une conjonction, mais cela peut être une autre espèce de connecteur aussi :
- entre mots de même nature formant un constituant multiple : Jeanne et Marianne se sont tues[12], (ro) Eu îs fierar și potcovar « Je suis forgeron et maréchal ferrant » (Mihail Sadoveanu)[6] ;
- entre mots de natures différentes : (fr) un pull vert et d’étrange aspect[2] ;
- entre sous-phrases ou propositions de même rang et de même fonction syntaxique : (fr) Venez me voir, et nous causerons[13], (en) John walked and Mary ran « John marchait et Mary courait »[4] ;
- entre propositions de même rang mais à fonctions différentes : (ro) ...taie de unde vrea și cât îi place « Il/Elle coupe d’où il/elle veut et tant qu’il lui plaît » (Ion Creangă)[5] ;
- entre un constituant de proposition et une proposition : (fr) un coup de matraque violent et qui fait mal[2] ;
- entre phrases : (fr) Internet est une source inépuisable d’informations. De plus, c’est un remarquable outil de communication[14] ;
- entre éléments de mot composé : (fr) vingt et un[15], (ro) treizeci și cinci « trente cinq » (litt. « trente et cinq »)[8].

## Types de coordination selon le rapport logique exprimé
Du point de vue logique il y a plusieurs types de coordination, quant au nombre desquels les opinions divergent. On distingue en général les types de coordination copulative (appelée aussi cumulative), disjonctive, adversative (ou oppositive) et conclusive (ou consécutive). Certains auteurs leur ajoutent d’autres types de coordination (voir plus bas).
La coordination copulative ou cumulative interconnecte des entités syntaxiques en indiquant leur proximité spatiale ou temporelle, leur simultanéité ou succession, leur addition,, et implique parfois leur gradation. C’est un type de coordination ouvert, pouvant concerner théoriquement un nombre indéfini d’entités. Elle peut être réalisée aussi bien par juxtaposition que par jonction.
Il y a des auteurs qui distinguent en phrase complexe plusieurs sous-types de coordination copulative (exemples en hongrois) :
- adjonctive : Nem megyek el hozzá, levelet sem írok neki « Je ne vais pas chez lui/elle, et je ne lui écris pas de lettre non plus » ;
- oppositive, mais qui n’indique pas une opposition réelle : Nemcsak tudni kell a jót, hanem meg is kell tenni « Il faut non seulement connaître le bien, mais le faire aussi » ;
- de synthèse : Sem eső nem esik, sem felhő nem látszik « Il ne pleut pas, et on ne voit pas de nuages non plus » ;
- de division : A film egyrészt hosszú volt, másrészt unta mindenki « D’un côté le film était long, d’un autre côté il ennuyait tout le monde » ;
- de gradation : Üzent, sőt írt is neki « Il/Elle lui a transmis un message, plus que ça, il/elle lui a écrit aussi ».

La coordination disjonctive relie des entités dont on peut choisir (disjonction concessive) ou dont il faut choisir (disjonction exclusive). Exemples :
- entre mots : (fr) Il veut être avocat ou médecin (disjonction concessive)[16] ; (ro) Îmi aduci vin sau bere « Tu m’apporteras du vin ou de la bière » (disjonction concessive)[20] ;
- entre sous-phrases : (fr) Il paiera, ou bien il sera poursuivi (disjonction exclusive)[21], (ro) Vii sau pleci? « Tu viens ou tu t’en vas ? » (disjonction exclusive)[22] ;
- entre phrases : (hu) Induljunk most mindjárt. Vagy induljunk csak holnap reggel kényelmesen « Partons tout de suite. Ou alors ne partons que demain matin, tranquillement »[11].

La coordination adversative ou oppositive met en opposition deux entités, les deux étant affirmées (opposition simple) ou l’une étant niée et l’autre affirmée (opposition exclusive) :
- entre mots : (fr) Elle est petite, mais vigoureuse[16], (hu) fontos, de rossz hír « une nouvelle importante mais mauvaise »[7] ;
- entre sous-phrases : (fr) Il avait vu Pierre mais il ne l’avait pas salué (opposition exclusive)[23], (ro) N-a învățat, ci s-a distrat « Il/Elle n’a pas travaillé mais s’est amusé(e) » (opposition exclusive)[24] ;
- entre phrases : (fr) Michel est d’accord avec le projet. Par contre, il refuse de travailler avec cette équipe.[25] ; (cnr) Vrijeme već odavno bijaše isteklo. No svi još bijahu na svojim mjestima « Le temps avait expiré depuis longtemps. Cependant, tous étaient encore à leurs places »[26].

La coordination conclusive ou consécutive indique un rapport de cause à effet, son second membre exprimant une déduction logique de ce qu’exprime le premier :
- entre mots : (hu) Győzelmet, tehát sikert aratott « Il/Elle a remporté la victoire, donc le succès »[7] ;
- entre propositions : (fr) Je pense, donc je suis[2] ; (ro) Am promis, deci vin « J’ai promis, donc je viens »[27] ;
- entre phrases : (fr) Un contrôle très strict a été établi à l’entrée du stade. Ainsi espère-t-on que le match se déroulera sans incident[28] ; (cnr) Svi su već bili potpuno iscrpljeni. Zbog toga smo se morali odmoriti « Tous étaient déjà complètement épuisés. C’est pourquoi nous avons dû nous reposer »[26].

Certains auteurs prennent en compte d’autres types de coordination aussi :
- causale : (fr) Il faut l’aimer car il est juste[2] ;
- transitive (par la conjonction or) : (fr) Tout homme est mortel ; or je suis un homme ; donc je suis mortel[16];
- comparative : (fr) Plus il mange, plus il a faim[2] ;
- temporelle : (fr) Il travaille, puis il fume[2] ;
- explicative : (hu) Egy könnyű, ugyanis egyszerű feladatot oldott meg « Il/Elle a résolu un problème facile, c’est-à-dire simple »[29];
- exclusive : (sr) Svuda je tišina, samo u dvorištu skiči usamljeni pas « C’est partout le silence, seulement dans la cour on entend gémir un chien solitaire »[30].

Parmi les rapports de subordination aussi il y en a qui sont logiques, c’est pourquoi entre ces rapports et certains de coordination il y a des ressemblances. Dans des grammaires du roumain, par exemple, on prend en compte un complément dit circonstanciel cumulatif (ex. Pe lângă haine, și-a cumpărat cărți « À côté de vêtements, il/elle s’est acheté des livres »), le rapport exprimé par celui-ci étant équivalent à un rapport de coordination copulative. Le complément appelé circonstanciel d’opposition (Departe de a trândăvi, el e foarte activ « Loin de paresser, il est très actif ») ressemble au membre d’un rapport de coordination adversative, et le complément appelé  circonstanciel de conséquence (Muncește până la epuizare « Il travaille jusqu’à épuisement ») est comparable au membre d’un rapport de coordination conclusive.
Dans d’autres grammaires aussi, on constate même des cas de synonymie syntaxique entre, d’un côté, certaines constructions considérées de coordination et, de l’autre, des constructions considérées de subordination. Dans le rapport de cause à effet, dans cet ordre, l’effet est exprimé par une sous-phrase coordonnée conclusive [ex. (hu) Nagy volt a sár, ezért nem lehetett járni « Il y avait beaucoup de boue, c’est pourquoi on ne pouvait pas marcher »] ou par une proposition subordonnée considérée comme prédicative à nuance de sens consécutive : Akkora volt a sár, hogy alig lehetett járni « Il y avait tant de boue, qu’on ne pouvait pas marcher ». Dans l’ordre inverse de l’expression du rapport de cause à effet il y a également synonymie, entre une sous-phrase coordonnée appelée explicative exprimant la cause (Nem lehetett járni, ugyanis nagy volt a sár « On ne pouvait pas marcher ; en effet, il y avait beaucoup de boue ») et une proposition subordonnée causale : Azért nem lehetett járni, mert nagy volt a sár « On ne pouvait pas marcher, parce qu’il y avait beaucoup de boue ».
En comparant des syntaxes de différentes langues, on peut constater des points de vue différents au sujet de la coordination et de la subordination. Par exemple, pour des grammaires françaises, car introduit une proposition coordonnée,, alors que son équivalent roumain, serbe ou hongrois est considéré comme une conjonction de subordination,,.

## Sources bibliographiques
- (ro) Avram, Mioara, Gramatica pentru toți [« Grammaire pour tous »], Bucarest, Humanitas, 1997  (ISBN 973-28-0769-5)
- (hu) Balogh, Judit, « A mellérendelő összetett mondatok » [« Les phrases complexes à coordination »], Keszler, Borbála (dir.), Magyar grammatika [« Grammaire hongroise »], Budapest, Nemzeti Tankönyvkiadó, 2000  (ISBN 978-963-19-5880-5) p. 535-544 (consulté le 14 mars 2019)
- La grammaire pour tous, Paris, Hatier, Bescherelle 3, 1990  (ISBN 2-218-02471-3) (Bescherelle)
- (ro) Bidu-Vrănceanu, Angela et al., Dicționar general de științe. Științe ale limbii [« Dictionnaire général des sciences. Sciences de la langue »], Bucarest, Editura științifică, 1997  (ISBN 973-440229-3) (consulté le 14 mars 2019)
- (en) Bussmann, Hadumod (dir.), Dictionary of Language and Linguistics [« Dictionnaire de la langue et de la linguistique »], Londres – New York, Routledge, 1998  (ISBN 0-203-98005-0) (consulté le 14 mars 2019)
- Chartrand, Suzanne-G. et al., Grammaire pédagogique du français d’aujourd’hui, Boucherville (Québec), Graficor, 1999  (ISBN 2-89242-560-3)
- (cnr) Čirgić, Adnan ; Pranjković, Ivo ; Silić, Josip, Gramatika crnogorskoga jezika [« Grammaire du monténégrin »], Podgorica, Ministère de l’Enseignement et des Sciences du Monténégro, 2010  (ISBN 978-9940-9052-6-2) (consulté le 14 mars 2019)
- (ro) Constantinescu-Dobridor, Gheorghe, Dicționar de termeni lingvistici [« Dictionnaire de termes linguistiques »], Bucarest, Teora, 1998 ; en ligne : Dexonline (DTL) (consulté le 14 mars 2019)
- (en) Crystal, David, A Dictionary of Linguistics and Phonetics [« Dictionnaire de linguistique et de phonétique »], 4e édition, Blackwell Publishing, 2008  (ISBN 978-1-4051-5296-9) (consulté le 14 mars 2019)(consulté le 14 mars 2019)
- (hu) Cs. Nagy, Lajos, « A szóalkotás módjai » [« La formation des mots »], A. Jászó, Anna (dir.), A magyar nyelv könyve [« Le livre de la langue hongroise »], 8e édition, Budapest, Trezor, 2007  (ISBN 978-963-8144-19-5), p. 293–319 (consulté le 14 mars 2019)
- Delatour, Yvonne et al., Nouvelle grammaire du français, Paris, Hachette, 2004  (ISBN 2-01-155271-0) (consulté le 14 mars 2019)
- Dubois, Jean et al., Dictionnaire de linguistique, Paris, Larousse-Bordas/VUEF, 2002 (consulté le 26 mars 2023)
- Maurice Grevisse et André Goosse, Le Bon Usage : grammaire française, Bruxelles, De Boeck Université, 2007, 14e éd., 1584 p. (ISBN 978-2-8011-1404-9, lire en ligne [PDF])
- (hu) Kálmánné Bors, Irén et A. Jászó, Anna, « Az egyszerű mondat » [« La phrase simple »], A. Jászó, Anna (dir.), A magyar nyelv könyve [« Le livre de la langue hongroise »], 8e édition, Budapest, Trezor, 2007  (ISBN 978-963-8144-19-5), p. 345-436 (consulté le 14 mars 2019)
- (hu) Király, Lajos et A. Jászó Anna, « Az összetett mondat » [« La phrase complexe »], A. Jászó, Anna (dir.), A magyar nyelv könyve [« Le livre de la langue hongroise »], 8eédition, Budapest, Trezor, 2007  (ISBN 978-963-8144-19-5), p. 437-476(consulté le 14 mars 2019)
- (hu) Tolcsvai Nagy, Gábor, « 6. fejezet – Szövegtan » [« Chapitre VI – Grammaire textuelle »], Kiefer, Ferenc (dir.), Magyar nyelv [« La langue hongroise »], Akadémiai kiadó, 2006,  (ISBN 963-05-8324-0), p. 108-126 (consulté le 26 mars 2023)